# Cees van der Laan
Cornelis (Cees) van der Laan (Amsterdam, 1948) is een Nederlands onderwijsbestuurder en hoogleraar pentecostalisme.

## Levensloop
Van der Laan groeide op in een rooms-katholiek gezin van elf kinderen. Na een scheiding van zijn ouders raakte hij in zijn tienerjaren los van de kerk. Op zijn 24e kwam hij in aanraking met de pinksterbeweging. Hij studeerde vervolgens aan de Centrale Pinkster Bijbelschool (C.P.B.). Daarna vervolgde hij zijn studie in de Verenigde Staten en Engeland. Hij promoveerde in 1987 aan de Universiteit van Birmingham  op een onderzoek naar Gerrit Polman, de stichter van de pinksterbeweging in Nederland.
Met zijn jongere broer Paul, ook te Birmingham gepromoveerd (in 1988), publiceerde Van der Laan in 1982 het eerste overzichtswerk van de pinksterbeweging in Nederland en Vlaanderen: Pinksteren in Beweging. Bij het honderdjarig jubileum van de pinksterbeweging in Nederland in 2007 verscheen Toen de kracht Gods op mij viel van de hand van beide broers.
Van der Laan volgde in 1993 zijn broer Paul op als directeur van de C.P.B. Hij bleef aan tot 2010 toen hij werd opgevolgd door Hans Boef. In deze periode onderging de school een naamsverandering naar Azusa theologische hogeschool en verhuisde de hogeschool van Lunteren naar de Vrije Universiteit in Amsterdam (2002). Van 2002 tot 2012 kreeg Van der Laan daar een aanstelling als bijzonder hoogleraar pentecostalisme.

## Belangrijkste publicaties
- [Samen met Paul van der Laan] Pinksteren in beweging: vijfenzeventig jaar pinkstergeschiedenis in Nederland en Vlaanderen (Kampen: Kok, 1982) ISBN 9789024222131.
- De spade Regen: geboorte en groei van de pinksterbeweging in Nederland, 1907-1930 (Kampen: Kok, 1989) ISBN 9789024247523.
- Sectarian against his will. Gerrit Roelof Polman and the birth of Pentecostalism in the Netherlands. Metuchen [etc.], 1991 (bewerking proefschrift, 1987).
- Van Mokum naar JerUSAlem. Zoektocht naar de ideale gemeente. [Amsterdam], 2003 (inaugurele rede).
- [Samen met Paul van der Laan] Toen de kracht Gods op mij viel / 100 jaar pinksterbeweging in Nederland 1907-2007 (Kampen: Kok, 2007) ISBN 9789043513890
- Moesje Alt. 50 jaar zendelinge in Nederlands-Indië (Franeker: Van Wijnen, 2016) ISBN 9789051945300.